# Summerville (Oregón)
Summerville es un pueblo situado en el condado de Union, Oregón, Estados Unidos. Tiene una población estimada, a mediados de 2022, de 118 habitantes.

## Geografía
La localidad está ubicada en las coordenadas 45°29′23″N 118°00′15″O / 45.48972, -118.00417 (45.489708, -118.004065).

## Demografía
Según la estimación 2018-2022 de la Oficina del Censo, los ingresos medios de los hogares de la localidad son de $113 594 y los ingresos medios de las familias son de $113 750. Alrededor del 12.4% de la población está por debajo de la línea de pobreza.